# Vianney Blanco
Danny Vianney Blanco Rojas (ur. 1 września 1992 w San Isidro) – kostarykański piłkarz występujący na pozycji lewego pomocnika.

## Kariera klubowa
Blanco jest wychowankiem zespołu LD Alajuelense z siedzibą w mieście Alajuela. Do treningów seniorskiej drużyny został włączony jako dziewiętnastolatek i w kostarykańskiej Primera División zadebiutował 25 września 2011 w wygranym 4:0 spotkaniu z Pérez Zeledón. Przez cały swój pobyt w Alajuelense pełnił rolę rezerwowego, rozgrywając zaledwie siedem meczów, jednak w jesiennym sezonie Apertura 2011 zdobył ze swoją ekipą mistrzostwo Kostaryki. Latem 2012 na zasadzie wolnego transferu przeszedł do prowadzonego przez Hugo Sáncheza meksykańskiego klubu CF Pachuca, podpisując z nim trzyletnią umowę.

## Kariera reprezentacyjna
W 2009 roku Blanco został powołany do reprezentacji Kostaryki U-17 na Młodzieżowe Mistrzostwa Ameryki Północnej, gdzie rozegrał trzy mecze, a jego drużyna zakwalifikowała się ostatecznie na Mistrzostwa Świata U-17 w Nigerii. Tam z kolei wystąpił tylko w jednym spotkaniu, natomiast Kostaryka zakończyła swój udział w turnieju na fazie grupowej.
W 2011 roku w barwach o reprezentacji Kostaryki U-20 wziął udział w kolejnych Młodzieżowych Mistrzostwach Ameryki Północnej, gdzie zanotował dwa występy, natomiast jego kadra dotarła ostatecznie do finału, kwalifikując się na Mistrzostwa Świata U-20 w Kolumbii. Na światowym czempionacie kostarykańska ekipa odpadła w 1/8 finału, za to Blanco wystąpił w jednym pojedynku. W tym samym roku został powołany do reprezentacji Kostaryki U-23 na Igrzyska Panamerykańskie w Meksyku – tam rozegrał pięć meczów, strzelając bramkę w meczu fazy grupowej z Kubą (1:0), a jego drużyna została wyeliminowana przez gospodarzy w półfinale.